# الجنح (لودر)

تعديل مصدري - تعديل

الجنح هي إحدى قرى عزلة زارة بمديرية لودر التابعة لمحافظة أبين، بلغ تعداد سكانها 421 نسمة حسب تعداد اليمن لعام 2004.